# Nephrophyllidium
Nephrophyllidium is een monotypisch geslacht van waterplanten uit de watergentiaanfamilie (Menyanthaceae). De geslachtsnaam is afgeleid van het Oudgriekse νεφρός, 'nephros' = nier en φύλλον, 'phullon' = blad.
Nephrophyllidium crista-galli komt voor in het noordwesten van Amerika, en in Japan. Het zijn moeras- en waterplanten met niervormige bladeren. De witte bloemen zijn vijfdelig, de kroonbladen zijn gewimperd en gekield. Nephrophyllidium is het nauwst verwant aan Menyanthes, dat in hetzelfde milieu voorkomt.
Er is bepaald dat Fauria Franch. (1886), een eerdere naam voor dit geslacht, te veel leek op de naam Faurea (familie Proteaceae). Daarmee is Nephrophyllidium de te gebruiken naam geworden.